# 30473 Ethanbutson
30473 Ethanbutson este un asteroid din centura principală de asteroizi.

## Descriere
30473 Ethanbutson este un asteroid din centura principală de asteroizi. A fost descoperit pe 23 iulie 2000 la Socorro, New Mexico, în cadrul proiectului LINEAR. Asteroidul prezintă o orbită caracterizată de o semiaxă mare de 3,04 ua, o excentricitate de 0,12 și o înclinație de 0,9° în raport cu ecliptica.